# MAZ-5335
Der Lkw MAZ-5335 (russisch МАЗ-5335, deutsche Transkription eigentlich MAS-5335) ist ein Lkw-Typ des sowjetischen Fahrzeugherstellers Minski Awtomobilny Sawod, der ab der zweiten Hälfte der 1970er Jahre in Serie produziert wurde.

## Beschreibung
Der MAZ-5335 war im Wesentlichen eine Weiterentwicklung des MAZ-500A, mit nur minimalen Veränderungen gegenüber dem Vorgänger. Beispielsweise die Innenausstattung der Fahrerkabine wurde grundlegend überarbeitet. Ein charakteristisches Unterscheidungsmerkmal der beiden Fahrzeugtypen sind die Scheinwerfer am MAZ-5335, welche in die Frontstoßstange integriert wurden. Rechts und links des Kühlergrills verblieben nur die kleineren Blinker. Die zulässige Zuladung wurde gegenüber dem Vorgängermodell reduziert.
Spätestens seit 1990 wurde der Nachfolger MAZ-5336 produziert, welcher mit einigen Modifikationen noch heute gebaut wird.
Der MAZ-5335 wurde typischerweise zusammen mit dem ebenfalls von MAZ produzieren Anhänger MAZ-8926 genutzt.

## Technische Daten

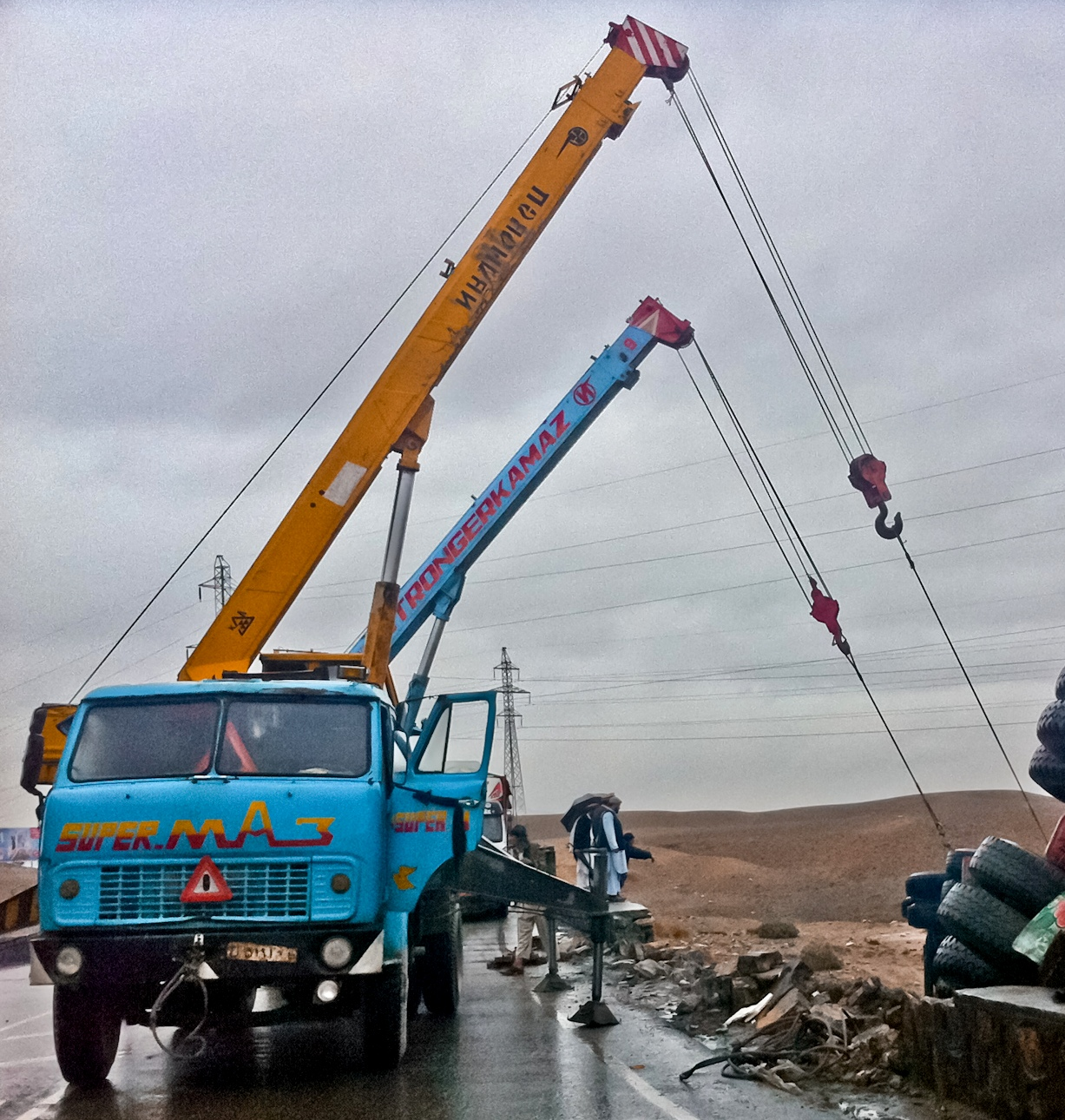
MAZ-5335 mit Kranaufbau in Kabul, Afghanistan (2011)

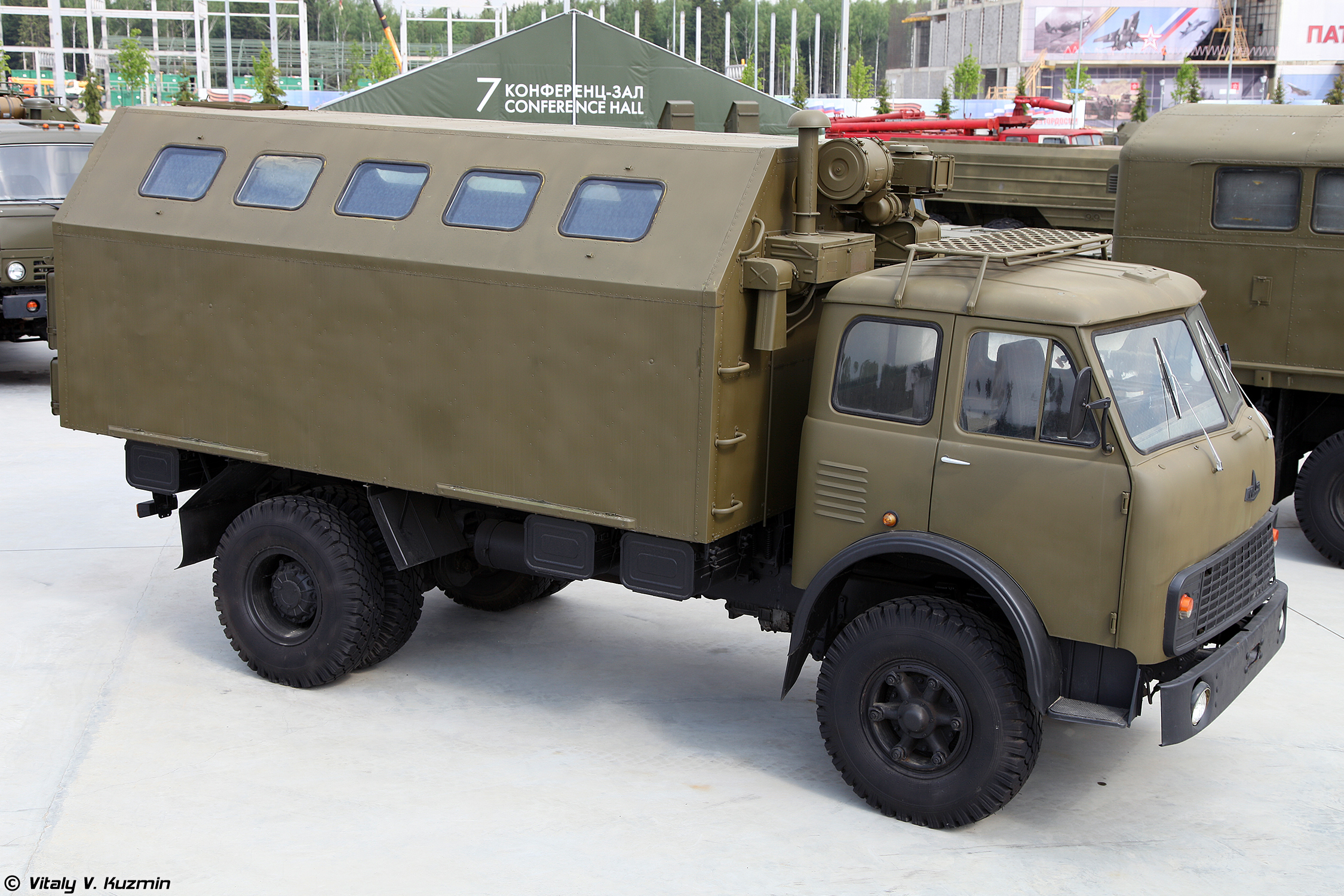
Ein MAZ-5334 mit Kofferaufbau für die Armee (2016)

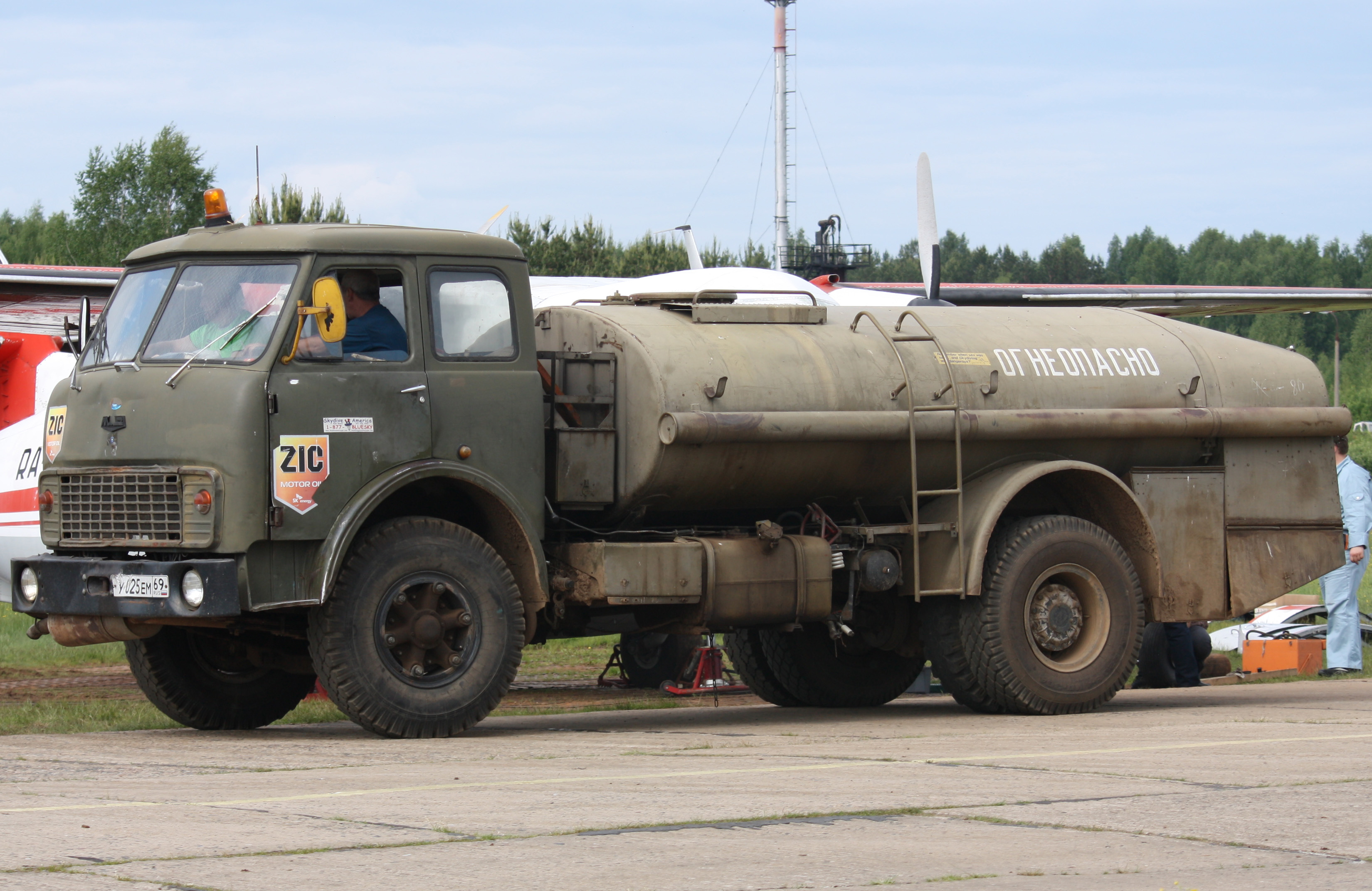
Tankfahrzeug TSA-7,5-5334, basierend auf dem Fahrgestell MAZ-5334 (2010)

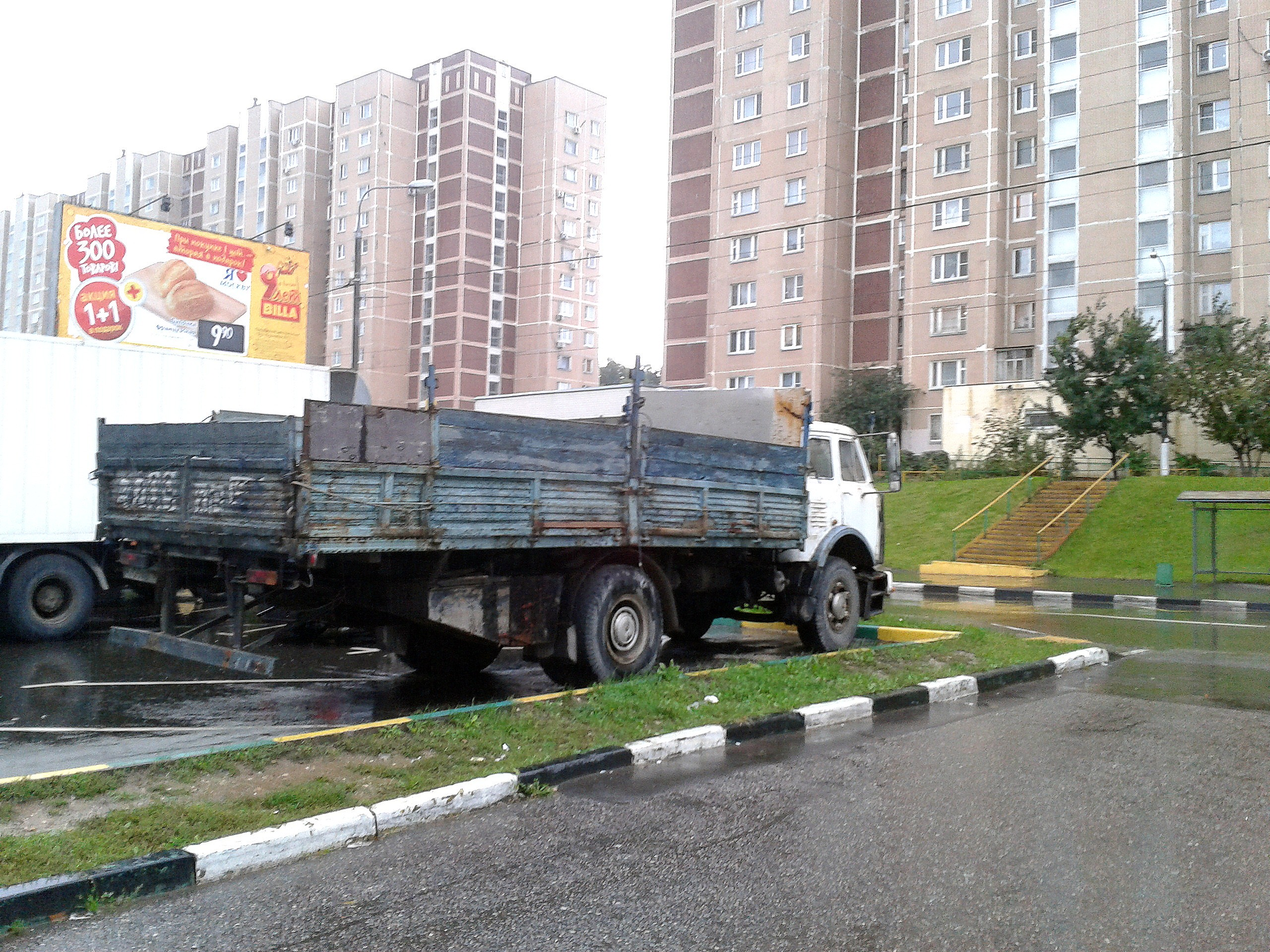
MAZ-53352

Alle Daten gelten für das Grundmodell mit Pritsche, technische Daten für Sonderaufbauten können abweichen.
- Motor: V6-Dieselmotor
- Motortyp: JaMZ-236
- Hubraum: 11,15 l
- Kompression: 16,5 : 1
- Verbrauch: 23,8 l/100 km
- Tankinhalt: 200 l Dieselkraftstoff
- Leistung: 180 PS (132 kW)
- Drehmoment: 666,1 Nm
- Getriebe: 5 + 1 Gänge
- Höchstgeschwindigkeit: 85 km/h (mechanisch begrenzt)
- Antriebsformel: 4×2

Abmessungen und Gewichte
- Länge: 7250 mm
- Breite: 2600 mm
- Höhe: 2700 mm
- Radstand: 3950 mm
- Wendekreis (gemessen am Vorderrad): 17,6 m
- Spurweite vorne: 1970 mm
- Spurweite hinten: 1900 mm
- Reifendimension: 12.00-20
- Bodenfreiheit: 270 mm
- Leermasse: 6800 kg
- Zulässiges Gesamtgewicht: 14.800 kg
- Zuladung: 8000 kg
- Maximale Anhängelast: 12.000 kg

## Modellvarianten
Wie auch der Vorgänger MAZ-500 war der MAZ-5335 die Basis für eine ganze Reihe verschiedener Aufbauten und Modifikationen. So wurde unter der Bezeichnung MAZ-5549 ein Kipper angeboten oder Zugmaschinen als Modelle MAZ-5428, MAZ-5429 und MAZ-5430. Als MAZ-5334 wurde eine Variante ohne Aufbau verkauft, die in anderen Betrieben z. B. zu Tankfahrzeugen umgerüstet wurde.
Des Weiteren existierte eine spezielle Variante MAZ-533501, die für den Betrieb bei Temperaturen bis zu −60 °C ausgelegt war. Änderungen gegenüber dem Standardmodell waren eine verbesserte Isolierung sowie Doppelverglasung aller Scheiben des Fahrzeugs. Auch wurde darauf geachtet, dass alle Kabelisolierungen und Gummischläuche den extrem niedrigen Temperaturen standhalten.
Im Laufe der Produktionszeit von über 20 Jahren wurde eine Überarbeitung vorgenommen, das Ergebnis mit MAZ-53352 bezeichnet.
Die auf dem älteren MAZ-500 aufbauenden Dreiachser MAZ-515 und MAZ-516 nutzen in der jeweils letzten Generation Komponenten des MAZ-5335, wurden jedoch nur bis 1978 bzw. 1980 gefertigt.